# جيمس رولنز
جيمس رولنز (بالإنجليزية: James Rollins)‏ (20 أغسطس 1961، شيكاغو في الولايات المتحدة)؛ كاتِب مُتخصِّص في أدب الأطفال، مراسل، طبيب بيطري وروائي أمريكي. درس في جامعة ميسوري.

## روابط خارجية
- جيمس رولنز على موقع IMDb (الإنجليزية)
- جيمس رولنز على موقع ميوزك برينز (الإنجليزية)